# Association Marilou
L'Association Marilou : pour les routes de la vie a été fondée le 25 avril 2002, par Philippe et Nadine Poinsot, parents d'une petite fille victime d'un accident, afin de lutter contre la délinquance routière. Cette association agit à la fois vers les pouvoirs publics pour renforcer les réglementations (contre la drogue au volant, notamment, mais pas uniquement) et agit également vers les jeunes en intervenant dans les médias ou dans les écoles pour les sensibiliser aux conséquences possibles en matière d'insécurité routière de certains comportements. Elle est membre du Conseil national de la sécurité routière.

## Historique
Marilou Poinsot (25 avril 1992 - 1er janvier 2002) est une petite fille de 9 ans, tuée dans la collision entre la voiture de ses parents et celle d'un conducteur sous l'emprise de cannabis, le 1er janvier 2002 à 4h du matin à 7 km de chez eux, dans le Vexin.
L'Association Marilou : pour les routes de la vie a été fondée le 25 avril 2002, par les parents de la victime, Philippe et Nadine Poinsot le jour où Marilou aurait dû fêter ses 10 ans. L'association a été fondée  afin de lutter contre la délinquance routière.
Son premier objectif a été d’obtenir une loi sanctionnant la conduite sous l’emprise de stupéfiants, comme pour l’alcool. Elle a sollicité le président Jacques Chirac et tous les parlementaires afin que cette loi voie le jour. Elle a obtenu gain de cause en 2003, par une proposition de loi émise par le député UMP Richard Dell'Agnola fin 2002, bien qu'il y ait débat entre scientifiques sur les seuils de consommation et qu'il y ait des difficultés de contrôle. Dominique Perben, alors garde des Sceaux, a dédié cette loi à la mémoire de la jeune Marilou Poinsot. La loi a été appelée Loi Marilou.
L'association a prolongé son action par des actions de communication, remarquées, et par des interventions de sensibilisation vers les jeunes, dans des écoles notamment. Elle est agréée par l'Éducation Nationale. En 2005, elle a été appelée à participer au Conseil national de la sécurité routière. À ce titre, elle est associée à l'élaboration et à l'évaluation de la politique des pouvoirs publics en matière de lutte contre la délinquance routière, aux côtés d'autres associations de victimes et des principaux organismes intervenants dans ce domaine. Elle intervient également dans les médias,,, et étend son action pour d'autres actions de protection de l'espace public, en réagissant par exemple sur l'écriture de SMS au volant.

## Loi Marilou
La loi no 2003-87 parue au JO le 3 février 2003, dite « Loi Marilou », a été adoptée définitivement à l’Assemblée nationale le 23 janvier 2003.
La loi prévoit que la conduite sous emprise de stupéfiants constitue maintenant un délit passible de deux ans de prison. L'association continue son combat pour faire appliquer la « loi Marilou », en aidant les victimes, et en dénonçant l'indulgence de certains magistrats.

### Sources écrites
Classement par année.
- * Claire Legros, « Le double combat d’une mère », l'hebdomadaire La Vie, no 2996,‎ 30 janvier 2003 (lire en ligne).
- Rédaction LDM, « Drogue au volant : le test salivaire », le quotidien La Dépêche du Midi,‎ 28 octobre 2004 (lire en ligne).
- European Conference of Ministers of Transport - Conférence européenne des ministres des Transports, Jeunes conducteurs La voie de la sécurité, Paris, Organisation de coopération et de développement économiques, 2006, 126 p. (ISBN 978-2-7071-3869-9, BNF 42004137), « Gérer le changement : Actions de communication »
- Rédaction du Monde et Arnaud Ardoin, « Ça vous regarde : Comment lutter contre la délinquance routière », le quotidien Le Monde et la Chaîne parlementaire,‎ 10 février 2010 (lire en ligne).
- Henri Bergeron, Sociologie de la drogue, Paris, La Découverte - Collection Repères, 2010, 126 p. (ISBN 978-2-7071-3869-9, BNF 42004137), « Interdiction, contrôle et régulation »
- Rédaction du Parisien, « Les dix ans de combat des parents de Marilou », le quotidien Le Parisien,‎ 27 avril 2012 (lire en ligne).
- Rédaction Ouest-France, « Marilou sensibilise au danger du cannabis - Sablé-sur-Sarthe », le quotidien Ouest-France, no 30,‎ avril  2012 (lire en ligne)
- Cm/Vdd Le Nouvel Obs, « Le débat sur le cannabis reprend après la mort d'un bébé dans un accident », le mensuel Le Nouvel Observateur,‎ 12 novembre 2012 (lire en ligne).

### Vidéos de l'Institut national de l'audiovisuel
- France 3, « Proposition de loi pour pénaliser la conduite sous l'emprise de stupéfiants », Soir 3, sur ina.fr, 25 septembre 2002.
- Antenne 2, « La chasse au cannabis au volant », JT (3ème sujet du journal télévisé d'Antenne 2, le 29 octobre 2009, avec interview de la présidente de l'association Marilou), sur ina.fr, 29 octobre 2009.